# Deucalion
Deucalion, fiul lui Prometeu, era unul dintre titani.

## Crearea oamenilor
După potopul pe care Zeus l-a dezlănțuit împotriva oamenilor, Deucalion și cu soția sa, Pyra, ajutați de Themis, au creat oameni. Zeița Themis i-a spus lui Deucalion, prin vis, că din pietre se vor naște oameni, iar el a ascultat. Din mâinile Pyrei ieșeau fete frumoase, iar din mâinile lui Deucalion ieșeau băieți puternici.